# Jusino (wieś)
Jusino (lit. Pajusinė; hist.: pol. Jusina, lit. Jusinė) – wieś na Litwie, w okręgu wileńskim, w rejonie wileńskim, w gminie Sużany, przy drodze krajowej 102.

## Warunki naturalne
Jusino położone jest wewnątrz dużego kompleksu leśnego, nad Jusiną.

## Historia
Pod zaborami zaścianek; w II Rzeczypospolitej wieś. W XIX i w początkach XX w. położone było w Rosji, w guberni wileńskiej, w powiecie wileńskim. Po I wojnie światowej pod administracją polską, w Zarządzie Cywilnym Ziem Wschodnich. W latach 1920–1922 w składzie Litwy Środkowej.
Od 11 kwietnia 1922 leżało w Polsce, w województwie wileńskim, w powiecie wileńsko-trockim, w gminie Niemenczyn. W 1931 miejscowość liczyła 34 mieszkańców, zamieszkałych w 5 budynkach.
Po II wojnie światowej w granicach Związku Sowieckiego. Od 1991 na niepodległej Litwie.